# Coua crestat septentrional
El coua crestat septentrional (Coua cristata) és una espècie d'ocell de la família dels cucúlids (Cuculidae) que habita matolls, sabanes i boscos de Madagascar. Modernament alguns autors han separat la població del sud-oest en una espècie diferent, el coua crestat meridional.